# 1995 في روسيا
فيما يلي قوائم الأحداث التي وقعت خلال عام 1995 في روسيا.

## أحداث
- 14 يونيو – أزمة رهائن مستشفى بوديونوفسك

## مواليد

### يناير
- 7 يناير – يوليا بوتنتسيفا
- 30 يناير – فيكتوريا كوموفا لاعبة جمباز فني روسية.
- 31 يناير – نينا سوبلاتي مغنية جورجية.[1]

### فبراير
- 16 فبراير – فلاديمير فيدوسييف لاعب شطرنج روسي.

### مارس
- 13 مارس – آنا فياخيرفا لاعبة كرة يد روسية.
- 17 مارس – ليزا أرزاماسوفا ممثلة روسية.[2]

### أبريل
- 6 أبريل – داريا ليبيشيفا لاعبة كرة مضرب بيلاروسية.

### مايو
- 3 مايو – إيفان بوكافشين لاعب شطرنج روسي.
- 12 مايو – إيرينا خروماتشيفا لاعبة كرة مضرب روسية.
- 30 مايو – فاليري كوفمان عارضة روسية.

### يونيو
- 1 يونيو – بولينا بوبوفا عارضة روسية.

### أغسطس
- 9 أغسطس – داريا دميتريفا لاعبة كرة يد روسية.
- 20 أغسطس – آنا دانيلينا لاعبة كرة مضرب كازاخستانية.

## وفيات

### مارس
- 3 مارس – ألكسندر غرونبرغ-تزفيتينوفيتش (مواليد 1930)

### مايو
- 5 مايو – ميخائيل بوتفنيك (مواليد 1911)[3]
- 18 مايو – الكسندر جودنوف (مواليد 1949)
- 23 مايو – غافريل كاتشالين (مواليد 1911) لاعب كرة قدم روسي.

### نوفمبر
- 8 نوفمبر – سيرجي كوبوزيف (مواليد 1964) ملاكم روسي.